# Falaise (Ardenas)
Falaise é uma comuna francesa na região administrativa de Grande Leste, no departamento das Ardenas. Estende-se por uma área de 9,52 km². Em 2010 a comuna tinha 342 habitantes (densidade: 35,9 hab./km²).